# Milden
Milden o Milding (101 ab.) è un villaggio e parrocchia civile dell'Inghilterra, appartenente alla contea del Suffolk. Appare con il nome di Mellinga nel Domesday Book del 1086.